# کوچکی (استان بلگورود)
کوچکی (انگلیسی: Kochki, Belgorod Oblast) یک شهرک در بخش گوبکینسکی استان بلگورود کشور روسیه است.